# يوهانس ماريو سيمل
جوهانس ماريو سيمل (بالألمانية: Johannes Mario Simmel) (و. 1924 – 2009 م) هو كاتب سيناريو، وصحفي، وكاتب نمساوي، ولد في فيينا، توفي في لوسرن، عن عمر يناهز 85 عاماً.

## جوائز
حصل على جوائز منها:
- نيشان استحقاق صليب الضباط لجمهورية ألمانيا الاتحادية (2004)
- ميدالية الشرف الفضية العظمى للخدمات المقدمة لجمهورية النمسا (2003)
- جائزة هيرمان كيستن [الإنجليزية]‏ (1992)
- النيشان الذهبي للخدمات المقدمة لمدينة فيينا ‏ (1983).

## وصلات خارجية
- يوهانس ماريو سيمل على موقع IMDb (الإنجليزية)
- يوهانس ماريو سيمل على موقع مونزينجر (الألمانية)
- يوهانس ماريو سيمل على موقع ألو سيني (الفرنسية)
- يوهانس ماريو سيمل على موقع أول موفي (الإنجليزية)
- يوهانس ماريو سيمل على موقع قاعدة بيانات الأفلام السويدية (السويدية)
- يوهانس ماريو سيمل على موقع ديسكوغز (الإنجليزية)
- يوهانس ماريو سيمل على موقع قاعدة بيانات الفيلم (الإنجليزية)
- يوهانس ماريو سيمل على موقع كينوبويسك (الروسية)